# Rio Verde (vattendrag i Brasilien, lat -18,05, long -47,28)
Rio Verde är ett vattendrag i Brasilien. Det ligger i den sydöstra delen av landet, 260 km söder om huvudstaden Brasília.
Omgivningen kring Rio Verde är huvudsakligen savann. Området är nästan obefolkat, med mindre än två invånare per kvadratkilometer.